# 하르파스툼
하르파스툼(Harpastum)은 고대 로마에서 행해지던 구기의 종류 중 하나이다. 축구의 기원으로 알려져 있다.
이는 로마제국에서 행해지던 야구 경기의 한 형태였다. 로마인들은 이를 작은 공놀이라고도 불렀다. 사용된 공은 작고(폴리스, 파가니카 또는 축구공 크기의 공만큼 크지 않음) 단단했으며 아마도 소프트볼 크기와 견고함 정도였으며 깃털로 채워져 있었다. 하르파스툼(harpastum)이라는 단어는 그리스어 ἁρπαστόν(harpaston)의 라틴어화이며, ἁρπαστός(harpastos), "옮긴다"의 중성자이며 동사 ἁρπάζΩ(harpazo), "잡다, 빼앗다"에서 유래되었다.
이 게임은 분명히 파이닌다(그리스어: Φαινινδα)라는 그리스 게임이나 에피스키로스(그리스어: ἐπισκυρος)라는 다른 그리스 게임의 로마자 버전인 것으로 보인다. 여기에는 상당한 속도, 민첩성 및 육체적 노력이 필요했다. 두 팀은 가능한 한 오랫동안 공을 자신들의 진영에 유지해야 했다.
게임의 정확한 규칙에 대해서는 알려진 바가 거의 없지만 소식통에 따르면 게임은 플레이어가 종종 바닥에 쓰러지는 폭력적인 게임이었다. 그리스에서는 한 관중(그리스 형태의 경기)이 경기 도중에 끼어 다리가 부러진 적이 있었다.

## 같이 보기
- 축국
- 축구의 역사